# Sommerfeld (cráter)

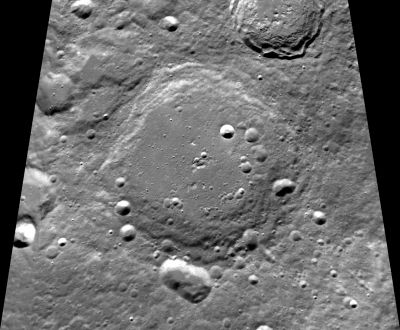
Fotografía de la misión Clementine (1994)

Sommerfeld es un gran cráter de impacto localizado no muy lejos del polo norte de la Luna. Se encuentra en la cara oculta, por lo que solo se puede ver desde naves en órbita. Al sur de Sommerfeld se halla Rowland, un cráter de tamaño parecido, y al sureste aparece la enorme planicie amurallada de Birkhoff.
Pertenece a la clase de cráteres de impacto denominados como llanura amurallada, es decir, consiste en un interior relativamente plano rodeado por un anillo montuoso. Su borde exterior aparece moderadamente erosionado, y conserva algunos rastros de una estructura aterrazada, aunque suavizada y redondeada. Varios pequeños cráteres yacen sobre el brocal de Sommerfeld, especialmente en los sectores sur y sureste de la pared interior. Una pareja de pequeños cráteres combinados está unida al borde exterior del lado sur. La pared interior es ligeramente más ancha en el lado oriental, tal vez debido a los depósitos de materiales eyectados por impactos cercanos.
El suelo interior de Sommerfeld es una superficie casi plana, que lo más probable es que haya sido suavizada por sucesivos depósitos de materiales. Se localizan algunos pequeños cráteres en el contorno oriental de la citada plataforma interior, que como relieve más destacable posee solamente una pequeña colina situada sobre su punto medio.

## Cráteres satélite

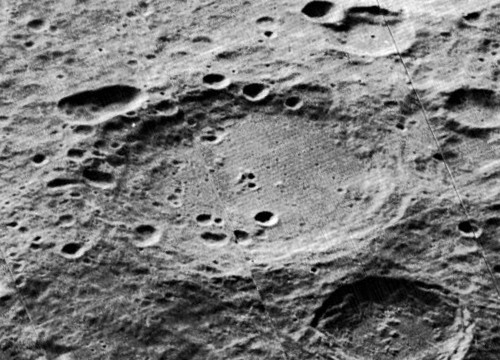
Vista oblicua desde el Lunar Orbiter 5

Por convención estos elementos son identificados en los mapas lunares poniendo la letra en el lado del punto medio del cráter que está más cercano a Sommerfeld.
|            | \| Sommerfeld \| Coordenadas \| Diámetro \| \| ---------- \| ------------------------------- \| -------- \| \| N \| 62°18′N 162°12′O / 62.3, -162.2 \| 39 km \| \| V \| 66°54′N 170°18′O / 66.9, -170.3 \| 32 km \| |          |
| Sommerfeld | Coordenadas | Diámetro |
| N          | 62°18′N 162°12′O / 62.3, -162.2 | 39 km    |
| V          | 66°54′N 170°18′O / 66.9, -170.3 | 32 km    |